# Fitolitoral
Fitolitoral (gr. phytón ‘roślina’, łac. litus ‘brzeg’, ‘wybrzeże’) – strefa przybrzeżna jeziora zarośnięta roślinnością szuwarową, helofitami, elodeidami itd. Wyróżnia się następujące rodzaje fitolitoralu:
- Fitolitoral bagienny – występuje na podmokłych brzegach o słabym falowaniu, porasta go obfita roślinność, a na jego dnie występują osady mineralne oraz organiczne[1].
- Fitolitoral małojeziorny – występuje w niewielkich jeziorach, charakteryzuje się bujną roślinnością wynurzoną (helofity) przy brzegu[1][2], rozległymi łąkami podwodnymi oraz brakiem elodeidów[1].
- Fitolitoral stawowy – zajmuje dużą część dna w małych i silnie zamulonych zbiornikach wodnych o małym falowaniu, charakteryzuje się bogactwem roślinności wynurzonej (helofitów), nymfeidów oraz elodeidów[1].
- Fitoral śródjeziorny – występuje na płyciznach oddalonych od brzegu lub wokół wysp[1].
- Fitolitoral wielkojeziorny – charakterystyczny dla jezior mezotroficznych i dużych jezior eutroficznych[1], składa się z dwóch pasów helofitów zajmujących strefy o słabszym falowaniu (tuż przy brzegu i przy stoku) oraz dwóch pasów elodeidów (pomiędzy pasami helofitów i na stoku)[2].
- Fitolitoral zanikający – charakteryzuje go zanikanie roślinności wywołane zacienieniem przez nawisy z korzeni oraz kłączy roślin błotnych lub lądowych[1].